# 塞朗东
塞朗东（法語：Sérandon，法語發音：[seʁɑ̃dɔ̃]）是法国科雷兹省的一个市镇，属于于塞勒区。

## 地理
塞朗东（45°21'38"N, 2°20'13"E）面积34.48 平方千米，位于法国新阿基坦大区科雷兹省，该省份为法国中南部省份，北起上维埃纳省和克勒兹省，西接多爾多涅省，南至洛特省，东临多姆山省和康塔爾省。
与塞朗东接壤的市镇（或旧市镇、城区）包括：阿尔什、尚帕尼亚克、圣皮埃尔、韦里耶尔、利日尼亚克、讷维克。

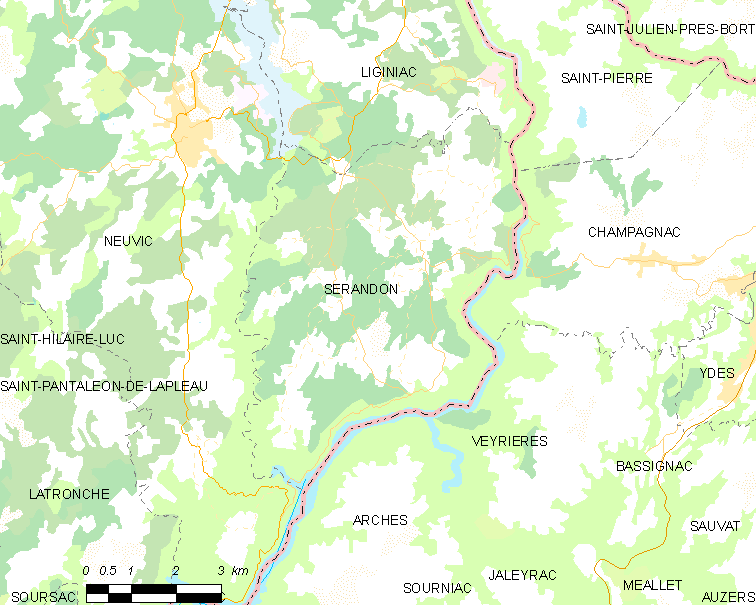
塞朗东的OSM定位图

塞朗东的时区为UTC+01:00、UTC+02:00（夏令时）。

## 行政
塞朗东的邮政编码为19160，INSEE市镇编码为19256。

## 政治
塞朗东所属的省级选区为上多尔多涅县。

## 人口

1962-2008年间塞朗东人口变化图示

塞朗东于2022年1月1日时的人口数量为344人。